# Amfilochiusz (Skworcow)
Amfilochiusz, imię świeckie Aleksandr Jakowlewicz Skworcow (ur. 1885 w Norwaszi, zm. 1937) – rosyjski biskup prawosławny, nowomęczennik. 

## Życiorys
Ukończył seminarium duchowne w Kazaniu. Przed rokiem 1910 był już zakonnikiem; w wymienionym roku przyjął święcenia kapłańskie. Ukończył Kazańską Akademię Duchowną. W latach 1910–1911 uczył się na Wydziale Wschodnim uniwersytetu w Petersburgu, zaś po tym okresie wrócił na Akademię w Kazaniu jako wykładowca języka mongolskiego. Prowadził również zajęcia dotyczące historii i doktryny lamaizmu. W latach 1912–1914 uczył się języka tybetańskiego w Mongolii i studiował literaturę lamaistyczną. W 1922 miała miejsce jego chirotonia na biskupa mielekeskiego, wikariusza eparchii ufimskiej. Już rok później został aresztowany, po czym zwolniony, przez władze radzieckie. W marcu 1925 objął katedrę krasnojarską i jenisejską. Na jej terytorium zwalczał wpływy Żywej Cerkwi. Już w roku następnym został zatrzymany w mieście Ciwilsk, trafił na trzy lata do łagru urządzonego w dawnym Monasterze Sołowieckim. 
W 1928 wyznaczony na biskupa dońskiego i nowoczerkaskiego, po roku ponownie na katedrę krasnojarską. Już w tym samym roku poróżnił się z locum tenens patriarchatu moskiewskiego Sergiuszem (Stragorodskim) i dołączył do grupy biskupów i zakonników skupionych wokół biskupa Teodora (Pozdiejewskiego), tworzących jedną z grup opozycyjnych wobec działalności metropolity Sergiusza. W 1933 biskup Amfilochiusz samowolnie opuścił Krasnojarsk i założył nielegalny skit w tajdze syberyjskiej. Aresztowany w 1934, trzy lata później został rozstrzelany. 
Kanonizowany w 2000 jako jeden z Soboru Świętych Nowomęczenników i Wyznawców Rosyjskich.